# 周叔璜
周叔璜（1919年9月—2014年11月30日），四川丰都县人，中国人民解放军人物。
早年参加抗日战争，1942年与刘善本结婚，随后夫妻加入共产党。周叔璜供职于哈尔滨一航校、南京空军混成四旅、空军第十师门诊所、空军司令部门诊部、空军学院院务部卫生处药房调剂员，1989年5月，晋升为主管药师。2014年去世。